# Yi Yi - e uno... e due...
Yi Yi - e uno... e due... (一 一S, Yī YīP, lett. "uno uno") è un film del 2000 diretto da Edward Yang.
La pellicola narra le lotte emotive di un ingegnere di nome NJ (interpretato da Wu Nien-jen) e la vita della sua famiglia nella città di Taipei, vista attraverso tre generazioni. Il film è stato vincitore del premio per la miglior regia al 53º Festival di Cannes.

## Trama
Nj Jian e sua moglie Min-Min formano, con i loro due bambini, una famiglia di classe media di Taipei, dove vivono insieme alla madre di Min-Min. NJ, a causa di contrasti con la direzione della sua azienda di informatica, sta ipotizzando di associarsi con Ota, un innovatore nel campo della progettazione di giochi. Il giorno delle nozze del fratello di Min-Min, però, una serie di imprevisti vanno a sconvolgere la vita della famiglia di NJ.

## Produzione

### Titolo
Il titolo in cinese significa "uno ad uno", nel senso di "uno dopo l'altro". Quando scritto in allineamento verticale (一), i due segni assomigliano a 二, carattere cinese che significa "due".

## Colonna sonora
I brani per pianoforte nella colonna sonora di Yi Yi - e uno... e due... sono per lo più eseguite da Kaili Peng, la moglie del regista, Edward Yang. Essi comprendono pezzi ben noti come la Sonata per pianoforte n.14 di Ludwig van Beethoven e Toccata in Mi minore di Johann Sebastian Bach. Peng ha un piccolo cameo nel film come violoncellista durante un concerto, con il marito in posa come pianista.

## Riconoscimenti
L'autorevole rivista del British Film Institute Sight & Sound l'ha indicato fra i trenta film chiave del primo decennio del XXI secolo.